# Battaglia di Agnadello
La battaglia di Agnadello, chiamata anche battaglia della Ghiaradadda (Gera d'Adda), fu combattuta il 14 maggio 1509 nel quadro della guerra tra le forze della Lega di Cambrai (costituitasi cinque mesi prima) e la Repubblica di Venezia, che dovette soccombere alle forze francesi di Luigi XII.

## Antefatti
Il patto della Lega di Cambrai, lungamente preparato, venne sottoscritto in gran segreto alla fine del 1508. Esso si componeva di due parti: una palese ed una occulta, che riuniva numerose potenze europee contro la Serenissima, in quel momento al culmine della propria potenza con possedimenti italiani di terraferma che arrivavano a ridosso di Milano, territori in Romagna, nelle Marche e persino in Puglia.
In inverno non si usava apprestare operazioni militari: gli eserciti svernavano in campagna e nei borghi, di norma a spese degli abitanti del contado. Con l'arrivo della buona stagione si mossero i francesi prima degli altri: essi disponevano già di un esercito imponente e molto efficiente, considerato senz'altro il più potente d'Europa, che stazionava nelle terre del Ducato di Milano, che allora era possedimento francese. Famoso per la propria cavalleria pesante e la propria modernissima artiglieria, contava tra le sue file dei cavalieri di grande prestigio come La Palisse, Chaumont, Trivulzio, Pietro Baiardo e altri ancora.
Dopo un crescendo di attività di frontiera fatta di sortite, razzie, rapine e devastazioni territoriali, il 15 aprile 1509, sotto il diretto comando del re Luigi XII, queste formazioni armate invasero il territorio veneto superando il fiume Adda, naturale e consolidato confine tra i territori della Serenissima e quelli del Ducato. Treviglio si consegnò senza subire un insostenibile assedio che l'avrebbe poi sottoposta al saccheggio: lasciati lì un migliaio di fanti con un piccolo contingente di lance, i francesi ripassarono il fiume per attestarsi a Cassano d'Adda.
Fin dal 1504, in conseguenza delle notizie giunte al riguardo del trattato di Blois che potrebbe assumersi come l'antefatto di Cambrai, la Serenissima aveva deciso di fare fronte alla situazione, nella consapevolezza della propria potenza economica e militare. In questa circostanza contro il nemico francese, al momento giudicato il più pericoloso perché l'unico in grado di movimentare un esercito potente, aveva concentrato nella zona della Gera d'Adda truppe provenienti da tutto il dominio (bresciane, venete, friulane, dalmate, albanesi, greche).
Non esisteva ovviamente alcun sistema di leva militare e gli armati erano tutti di natura mercenaria, circa quarantamila uomini: dai famosi Brisighella, a molte condotte italiane come quelle di Antonio Pio, di Lucio Malvezzi o di Citolo da Perugia, glorioso difensore del Bastione della Gatta durante il successivo assedio di Padova. Erano presenti anche Pandolfo Malatesta, signore di Cittadella, e Giacomo Secco da Caravaggio: il primo, traditore conclamato di lì a poco, l'altro in forte odore di tradimento durante la battaglia. C'erano molte Cernite o Ordinanze, gente a piedi di reclutamento contadino, poco addestrata e di scarsa affidabilità, povera gente che lasciava l'ardua terra che affamava, accontentandosi di un'esenzione quinquennale dai tributi e sperando in qualche fortunato saccheggio. In occasione di questa campagna militare l'esercito veneziano conterà quasi la metà degli effettivi delle fanterie come Ordinanze, provenienti da quasi tutte le località dello Stato da Terra. Affiancavano i Provvisionati: fanterie di professionisti a ferma breve che ricevevano una provvisione personale: una paga di tre ducati ogni quaranta giorni.
Come in uso negli ordinamenti della Serenissima, che poneva molta attenzione ad un sotterraneo ma ferreo controllo degli uomini e delle situazioni, il comando non era unitario. Questa responsabilità era in pratica condivisa dai cugini Niccolò Orsini conte di Pitigliano, capitano generale delle milizie, e Bartolomeo d'Alviano, governatore dell'armi. Il primo, uomo prudente, che il secondo ebbe a giudicare, con severità, un pavido, non intendeva affatto impegnarsi in uno scontro decisivo, preferendo invece adottare una strategia attendista e tollerando le devastazioni territoriali conseguenti ai movimenti francesi nei territori di confine e attendendoli, al più, nel campo trincerato di Orzinuovi. Le cronache ce lo riportano come uomo alto, riservato, di modi cortesi e moderati, ma "lento, impassibile, ostinato era il Pitigliano, uno di coloro che reputano vincere il non perdere".
L'altro, il d'Alviano, era passato al soldo della Serenissima nei primi mesi del 1506, dopo una lunga trattativa. È descritto come un uomo decisamente più temuto che amato dalla truppa a causa del suo carattere collerico, della sua brutale spietatezza e dei suoi modi aggressivi. Era, tuttavia, personaggio d'azione fin quasi alla temerarietà. Decisore immediato ed impulsivo, era uno stratega e un tattico molto originale che sapeva tenere in pugno la truppa non disdegnando di condividere sofferenze e fatiche con essa. Egli vagheggiava, dunque, una strategia dinamica ed offensiva, protestando vivacemente l'opportunità di assumere una rapida iniziativa militare entrando nel Ducato di Milano per puntare direttamente alla sua capitale. Come d'uso nella Repubblica, ai due condottieri era affiancato, con il rango di provveditore generale, il nobile veneziano Andrea Gritti, uomo accorto e valoroso che sarà il difensore di Padova e doge dal 1523 al 1538.
Il Senato Veneto, dunque, mediando tra queste diverse concezioni strategiche, anche nell'intenzione di limitare i costi economici di una guerra molto guerreggiata, diede ordine di riassumere il controllo del territorio della Gera d'Adda senza tuttavia intraprendere iniziative, né cercare battaglia. I veneziani pertanto spesero le successive settimane in schermaglie e qualche sconfinamento: tuttavia fu rioccupata Treviglio dopo due giorni d'assedio e il d'Alviano non si fece scrupolo di permettere che fosse punita con uno spietato saccheggio.

## La Battaglia

### Preparativi
Il 29 aprile si tenne un consiglio di guerra nell'accampamento dell'esercito veneziano, presso il castello di Pontevico. Le opinioni sul da farsi da parte del capitano generale, del governatore e dei provveditori erano divergenti. Il prudente Orsini intendeva assicurarsi il bresciano e il cremonese catturando i castelli di Canedole e Viadana, che si sarebbero presto arresi di fronte ad un attacco risoluto. Il D'Alviano sosteneva invece che si dovesse puntare rapidamente su Lodi e passare l'Adda per poi minacciare Milano. Intervenne allora il provveditore Giorgio Corner che fece notare come fosse rischioso cercare di catturare i due castelli citati in quanto da una parte erano ben difesi, dall'altra i francesi nel frattempo avrebbero potuto attraversare l'Adda attaccando Bergamo o Crema che si sarebbero trovate scoperte. In ogni caso non si sarebbe dovuto neppure puntare su Lodi, città difesa da un castello formidabile e con a disposizione molte vettovaglie. La sua posizione, che alla fine prevalse, consisteva nel portare l'esercito veneziano nella Gera d'Adda, catturare le cittadine in mano francese e infine bloccare i tentativi del nemico di attraversare il fiume.
Tra il 2 e il 4 maggio l'esercito veneziano, partendo da Pontevico, marciò sino a Mozzanica dove fu indetto un altro consiglio di guerra, ancor più burrascoso del primo. Il D'Alviano non ne volle sapere di assecondare la volontà dell'Orsini, che prima di passare l'Adda intendeva recuperare Pagazzano, Pandino, Vailate e soprattutto Treviglio, così abbandonò furioso l'assemblea e ordinò di fare le spianate sino alle rive del fiume. L'indomani l'esercito veneziano catturò Vailate e Rivolta, che opposero una debole resistenza e il d'Alviano, con i suoi cavalleggeri e gli stradiotti, costrinse due squadroni di cavalleria francesi a ritirarsi a Cassano.
L'8 maggio i veneziani si presentarono davanti a Treviglio, difesa da 1600 fanti e 60 cavalieri pesanti francesi, che opposero una breve ma strenua resistenza, bersagliando i nemici con gli archibugi dall'alto dei campanili. Lo stesso giorno circa 600 cavalieri francesi oltrepassarono l'Adda, ma furono respinti e ricacciati a Cassano. Alle prime luci dell'alba del giorno successivo la guarnigione si arrese, dopo che l'artiglieria veneziana aveva creato una larga breccia nelle mura della cittadina. Ai francesi fu risparmiata la vita, i fanti vennero spogliati e rilasciati, mentre i cavalieri rimasero prigionieri. Treviglio fu data a sacco da Dionigi Naldi e sebbene furono risparmiati i luoghi sacri e le monache, tutti i cittadini maschi furono fatti prigionieri, vi furono numerosi episodi di violenza contro le donne e il borgo venne dato alle fiamme per evitare che i soldati indugiassero nel saccheggio.
Il 9 maggio re Luigi XII si recò personalmente al fronte e ordinò di inviare 10000 fanti e 2000 cavalieri pesanti oltre l'Adda sfruttando i ponti presso Lodi e Cassano per poi acquartierarsi a Rivolta dove fu realizzato un accampamento fortificato con palizzate. I veneziani si spostarono da Treviglio a Caravaggio e cercarono di disturbare i movimenti nemici con scaramucce da parte della cavalleria leggera croata. La sera il provveditore Corner fu colpito da una colica renale dovuta alla calcolosi di cui soffriva da tempo e dovette abbandonare il campo ritirandosi a Brescia, fu sostituito da Andrea Gritti.
Il 12 maggio d'Alviano con 400 cavalieri cercò di tagliare la strada ai francesi senza riuscirvi a causa dell'inferiorità numerica, poi si accampò presso Casirate a poco più di un tiro di bombarda dall'accampamento nemico in modo da controllarne meglio i movimenti e inseguirli qualora intendessero dirigersi verso Caravaggio, Crema o Pizzighettone. Durante la notte si scambiarono colpi d'artiglieria.
Il 13 maggio i francesi catturarono Rivolta, che offrì una debole resistenza e la incendiarono.

### Scontro
All'alba del 14 maggio i francesi mossero da Rivolta in direzione di Pandino.  L'importanza della località derivava dalla sua posizione lungo la strada per Crema e Cremona, attraverso la quale transitavano molti rifornimenti veneziani: il suo possesso, dunque, era d'importanza essenziale. D'Alviano mosse all'inseguimento con i cavalleggeri; dietro di lui il resto dell'esercito veneziano.
L'esercito veneziano era organizzato in quattro bataglie, di cui una costituiva l'avanguardia, due il corpo centrale e una la retroguardia. La bataglia era composta sia da fanteria (compresi i balestrieri) che da cavalleria, ciascuna al comando di un colonnello. I comandanti delle quattro bataglie erano nell'ordine Niccolò Orsini (detto il Pitigliano), Bernardino Fortebracci, Antonio Pio e Bartolomeo d'Alviano. L'avanguardia era composta da un reparto di 100 cavalleggeri seguito da fanteria composta da stradiotti, galuppi e balestrieri a cavallo. Il corpo centrale, guidato dal Fortebracci (405 cavalieri pesanti, 5000 fanti, 200 balestrieri) e dal Pitigliano (450 cavalieri pesanti, 4600 fanti, 200 balestrieri), era disposto su due colonne con al centro l'artiglieria, seguiva poi la retroguardia al comando di Antonio dei Pio da Carpi (360 cavalieri pesanti e 5000 fanti di cui 2400 cernide bresciane e trevigiane, 185 balestrieri a cavallo e diverse compagnie di ventura tra cui quelle al comando di Citolo da Perugia, Giacomo Secco e Giovan Francesco Gambara) e di Bartolomeo d'Alviano (400 cavalieri pesanti e 7000 fanti di cui 1500 cernide padovane al comando del "Gregeto", 1500 cernide friulane al comando di Girolamo Granchio da Mantova, 900 cernide vicentine al comando di Giacomo da Ravenna, 1000 fanti della condotta di Piero dal Monte, 570 fanti della condotta di Saccoccio da Spoleto, la condotta di Turchetto da Lodi, 250 tedeschi, alcune compagnie di balestrieri a cavallo al comando di Giacomo della Sassetta e forse alcuni stradiotti albanesi al comando di Cola Moro). Secondo alcune fonti il d'Alviano, inizialmente all'avanguardia, si sarebbe poi diretto verso Vailate prima dell'inizio dello scontro.
I due capitani veneziani erano sempre in disaccordo su come affrontare la nuova situazione tattica dato che l'impetuoso Bartolomeo d'Alviano voleva ingaggiare i francesi senza rispettare l'ordine ricevuto. Alla fine fu deciso di muoversi verso sud. In effetti non è del tutto ancora chiara la temperie decisionale del momento e l'esatto svolgimento degli eventi di scelta è ancora piuttosto nebuloso: infatti la relazione che d'Alviano stese al ritorno dalla prigionia per gli organi della Serenissima non concorda con quanto indicato da Niccolò di Pitigliano. Del resto è del tutto comprensibile come gli attori in questione cercassero per lo più di rappresentare i loro meriti, difendendo le proprie ragioni e sottacendo i risvolti più discutibili e pericolosi per la loro immagine in giudizio.
Le truppe della Serenissima marciarono, dunque, da Vailate verso Pandino, passando per Agnadello attraverso un percorso lungo poco più di una decina di chilometri. Sulla strada incerta e polverosa dell'epoca creavano una colonna lunga oltre cinque chilometri. Le prime due bataglie riuscirono ad arrivare poco fuori Pandino e iniziarono a realizzare l'accampamento per la notte.
Sebbene la localizzazione del luogo esatto nel quale si svolse una battaglia presenti sempre molti problemi, si può ragionevolmente affermare che nei pressi di Cascina Mirabello, nei dintorni di Agnadello, avvenne un contatto che nessuno dei due contendenti aveva cercato. La retroguardia o il corpo dell'esercito veneziano fu agganciato dalla testa dell'esercito francese costituito dalla cavalleria, comandata dal governatore di Milano Charles II d'Amboise. Quella che stava iniziando intorno all'una dopo mezzogiorno di quel 14 maggio, sotto un cielo corrusco era, dunque, una tipica battaglia d'incontro non pianificata ma verificatasi per l'intersezione fortuita di due masse ostili in armi.
I francesi si prepararono rapidamente allo scontro piazzando i pezzi d'artiglieria leggera, e iniziando a tirare contro la retroguardia veneziana, protetti dalla cavalleria seguita dai fanti svizzeri al comando del Trivulzio. I fanti veneziani, non potendo rispondere al fuoco nemico, si misero al riparo di un argine di un piccolo fiume in secca (forse il Tormo) che permetteva loro di difendersi anche dalle cariche di cavalleria francesi dal momento che i cavalli sarebbero stati costretti a salire un lungo un pendio che presto si trasformò in un pantano. Fu dato l'ordine ai pezzi d'artiglieria protetti dal corpo centrale dell'esercito di ritornare sui loro passi per supportare la retroguardia ma i cannoni non arrivarono mai a destinazione poiché secondo il Valier gli addetti al traino si diedero alla fuga. Sebbene i pezzi dell'epoca avessero una precisione aleatoria e necessitassero di complesse operazioni di ripristino dopo ogni colpo, talché presentavano cadenze di tiro molto basse, i veneti, poco avvezzi alla disciplina ed alla fermezza di carattere in battaglia, non furono in grado di resistere alla pressione materiale e psicologica del bombardamento così le cernide padovane e friulane insieme ai 570 fanti al comando di Saccoccio da Spoleto caricarono in massa in direzione delle artiglierie.
L'impeto di migliaia di uomini armati di spiedi, picche, brandistocchi, alabarde ed altre armi in asta tipiche delle fanterie popolari dell'epoca riuscì a neutralizzare gli arcieri e i balestrieri guasconi a difesa dei cannoni francesi ma fu presto contrastato dalla cavalleria pesante che caricò queste unità ai fianchi mettendole in serie difficoltà. Nello scontro morì Saccoccio da Spoleto, che dopo aver fatto strage dei guasconi a colpi d'alabarda fu trafitto da due frecce e da quattro ferite di lancia ai fianchi. Nel frattempo il resto dell'esercito francese stava convergendo attorno a Cascina Mirabello. La controcarica di un quadrato svizzero generò una zuffa spaventosa nella quale venivano falciati uomini ed arti, spezzate armi e squarciate armature. La massa veneta, ancora in superiorità numerica, avanzava lentamente e con determinazione, ma iniziò a vacillare quando dovette subire un'ulteriore carica della cavalleria pesante francese di rinforzo appena giunta.
A questo punto della battaglia il Pitigliano si trovava già a Pandino e durante lo svolgersi di questi eventi Bartolomeo d'Alviano gli corse incontro per chiedere l'immediato intervento del grosso delle truppe. Sebbene un rapido appoggio fosse possibile, il cugino Niccolò rispose che gli ordini del senato veneziano erano di evitare lo scontro ed invitò d'Alviano a sganciarsi per raggiungerlo. D'Alviano contravvenne agli ordini e si riportò sul campo di battaglia seguito da 400 cavalieri pesante e da migliaia di fanti. Nella sua relazione al Collegio dei Pregadi della Serenissima, anni dopo, dirà di non aver trovato soluzione migliore e più immediata che mettersi alla testa dei suoi cavalli puntando direttamente nel mucchio, nel centro, proprio verso il re francese.
Iniziando la carica, gridò ai suoi cavalieri corazzati di mettersi avanti agli stradiotti, la cavalleria leggera, e quindi che tutti gli altri armati lo seguano in un urto di sfondamento. La brillante operazione, audace ed impetuosa sembrò avere successo incuneandosi profondamente nei reparti nemici, la precedente carica delle fanterie venete riprese vigore e i cannoni francesi dovettero essere arretrati in tutta fretta. I veneti, tuttavia, si resero presto conto di essere in pesante inferiorità numerica una controcarica di fanterie lanciata precipitosamente dai francesi per salvare Luigi XII fermò la cavalleria veneziana che, in effetti, non veniva seguita da nessuno.
L'ala sinistra di Antonio Pio, sottoposta all'urto di un quadrato di fanteria e posta sotto il fuoco dell'artiglieria cedette all'improvviso senza un'apparente motivazione tattica con l'eccezione della compagnia di Citolo da Perugia. L'addestramento di questi contadini era troppo sommario perché le loro formazioni potessero reggere la tensione e la violenza della battaglia di quell'epoca. Questa formazione si sfaldò e la sua gente iniziò a scappare senza meta. Il Gritti dirà in seguito "chi di qua, chi di là". Le 360 lance di Giacomo Secco, inspiegabilmente, abbandonarono il campo come poterono, mancando di lanciarsi a chiudere la falla e lasciando questo compito a pochi stradiotti che si sacrificheranno inutilmente. Per questo episodio il Pio sarà tacciato di viltà e di slealtà. Giacomo Secco sarà addirittura apertamente accusato di tradimento. Non è chiaro se la sua decisione di disimpegno sia stata determinata dal desiderio di rispettare gli ordini dell'Orsini, da scarso coraggio personale oppure se sia stata frutto di un effettivo voltafaccia. In ogni modo sappiamo che egli non era nuovo a comportamenti del genere e che, poco dopo la giornata di Agnadello farà atto di omaggio a re Luigi XII nel borgo di Caravaggio, del quale sarà infeudato.
Gli uomini a cavallo trovarono scampo in qualche modo, ma i fanti in fuga e allo sbando furono facile preda della cavalleria francese che non diede quartiere. Il risultato di questa rotta a sinistra fu che le fanterie padovane e trevigiane delle linee centrali sono lasciate con il fianco scoperto. A metà del pomeriggio, sotto un violento acquazzone, si consumò il drammatico epilogo della battaglia: il quadrato veneto era circondato, resistette ad oltranza contro forze preponderanti, quindi si disarticolò ed i suoi componenti vennero per lo più massacrati intorno alle bandiere.
Bartolomeo d'Alviano viene disarcionato e ferito ad un occhio. Il re ordinò che non fosse ucciso e lo tenne prigioniero per quattro anni, liberandolo quando il complesso gioco delle alleanze di quei tempi di rapidi voltafaccia condurrà Venezia a combattere insieme alla Francia.

## Conseguenze
Poco prima delle sei del pomeriggio il luogo dello scontro era un acquitrino insanguinato coperto di cadaveri di uomini e di animali, di armi spezzate e di vessilli stracciati, che echeggiava dei lamenti dei feriti che moriranno in breve tempo. Tutto venne lasciato lì: insepolto ed abbandonato.
Angelo Beolco - il commediografo padovano alla corte di Alvise Corner - dà un'interessante testimonianza della guerra dal punto di vista delle cernite contadine, e nel suo "Parlamento de Ruzante che iera vegnù de campo" scrive: «Non vedi che cielo e ossa di morti».
Difficile avventurarsi nel conto dei caduti. Le fonti non sono quasi mai concordi e molti feriti, anche tra quelli raccolti, moriranno di setticemia nei giorni seguenti. Non ci sono notizie di parte francese, mentre la cifra di 4000 fanti veneziani non dovrebbe essere molto lontana dal vero. Pochi, invece, saranno i cavalieri uccisi. Tra i diversi condottieri veneziani morti ci saranno Saccoccio da Spoleto, Turchetto da Lodi, Girolamo Granchio da Mantova e Piero del Monte. Migliaia saranno, poi, gli uomini che si disperderanno o diserteranno in seguito alla rotta. Le leve di origine contadina non avevano alcuna comprensione degli eventi e, come avviene sempre, desideravano soltanto tornare a casa al più presto.
Il conte di Pitigliano era rimasto a Pandino senza rendersi ben conto della portata degli accadimenti. Le cattive notizie giunsero lì alla sera, e la maggior parte delle sue reclute aveva già disertato entro il mattino successivo. Constatata l'insostenibilità della propria posizione, egli decise di ritirarsi verso Venezia con Gritti e le truppe rimastegli abbandonando tutti i territori occidentali di terraferma. Questa ritirata si fermò, di fatto, soltanto a Mestre: nessuna città dei domini veneziani volle accogliere l'esercito sconfitto sia perché ai potentati locali non appariva conveniente per i propri interessi del momento sia, soprattutto, per il pericolo derivante dall'accogliere dentro le mura un esercito in rotta che, per arraffare comunque un qualche bottino, si sarebbe certamente abbandonato al saccheggio.
Luigi XII, per canto suo, riconquistati i territori che appartenevano al Ducato di Milano e raggiunto l'obiettivo prefissato al momento della costituzione della Lega di Cambrai, si fermò a Peschiera.